# Infalibilidad papal

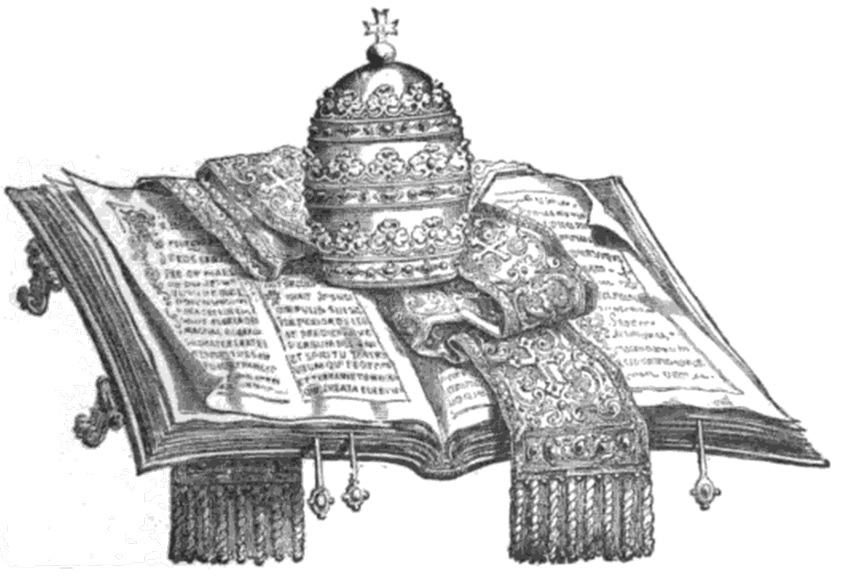
La tiara papal colocada sobre la Biblia, ilustración alegórica de la infalibilidad papal, por Lucas Caspar Businger, 1881.

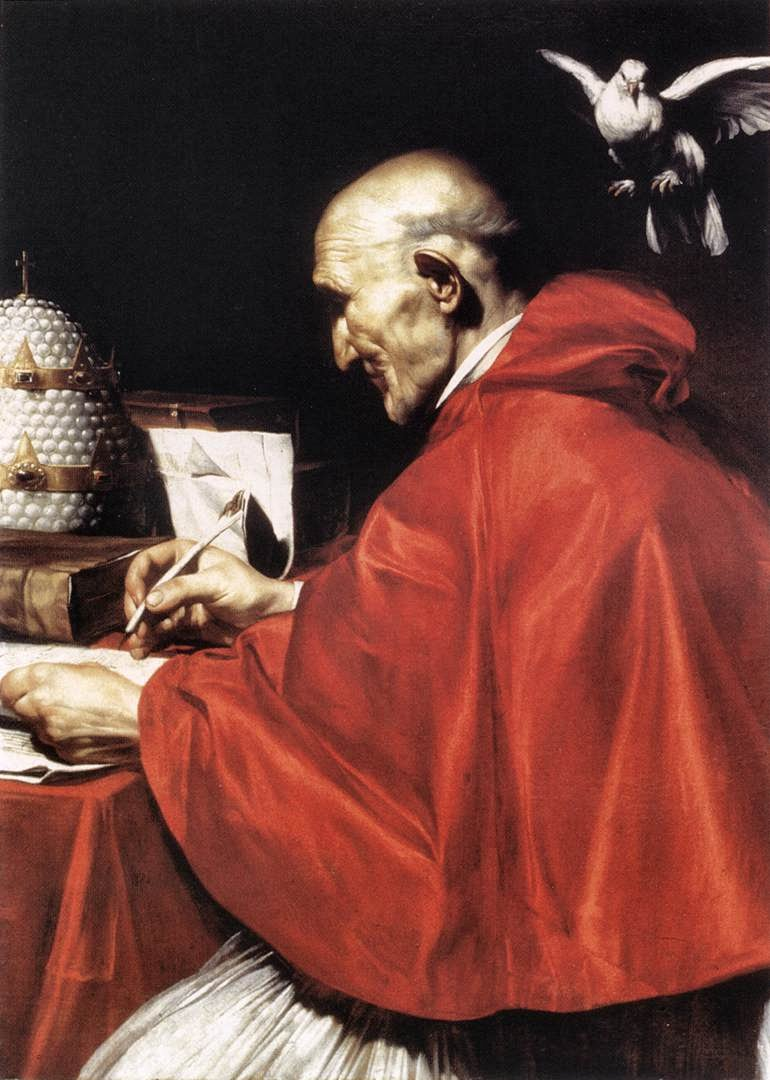
El Espíritu Santo desciende sobre Gregorio Magno, pintura de José de Ribera, c. 1614.

En la teología de la Iglesia católica, la infalibilidad papal o infalibilidad pontificia constituye un dogma desde 1870, según el cual el papa estaría preservado de cometer un error cuando promulga a la Iglesia una enseñanza dogmática en temas de fe y moral bajo el rango de «solemne definición pontificia» o declaración ex cátedra. Como se considera una verdad de fe, ninguna discusión se permite dentro de la Iglesia católica y se debe acatar y obedecer incondicionalmente.

## Contenido del dogma
La Iglesia católica considera la infalibilidad del papa como efecto de una especial asistencia que Dios haría al romano pontífice cuando este se propone definir como «divinamente revelada» una determinada doctrina sobre la fe o la moral.

### Definición dogmática
La Constitución Pastor Æternus, promulgada por el papa Pío IX el 18 de julio de 1870, tras su elaboración y aprobación por el Concilio Ecuménico Vaticano I, contiene la definición solemne del Dogma de la Infalibilidad Pontificia, que es del tenor literal siguiente:

...con la aprobación del Sagrado Concilio, enseñamos y definimos ser dogma divinamente revelado que el Romano Pontífice, cuando habla ex cathedra, esto es, cuando, ejerciendo su cargo de pastor y doctor de todos los cristianos, en virtud de su Suprema Autoridad Apostólica, define una doctrina de Fe o Costumbres y enseña que debe ser sostenida por toda la Iglesia, posee, por la asistencia divina que le fue prometida en el bienaventurado Pedro, aquella infalibilidad de la que el divino Redentor quiso que gozara su Iglesia en la definición de la doctrina de fe y costumbres. Por lo mismo, las definiciones del Romano Pontífice son irreformables por sí mismas y no por razón del consentimiento de la Iglesia. De esta manera, si alguno tuviere la temeridad, lo cual Dios no permita, de contradecir ésta, nuestra definición, sea anatema.

La constitución dogmática Lumen Gentium del Concilio Vaticano II, ratifica esta doctrina, para aclarar la definición de la infalibilidad papal, en su párrafo 18:

Este santo Concilio, siguiendo las huellas del Vaticano I, enseña y declara a una con él que Jesucristo, eterno pastor, edificó la santa Iglesia enviando a sus apóstoles como él mismo había sido enviado por el Padre (cf. Jn., 20,21), y quiso que los sucesores de estos, los obispos, hasta la consumación de los siglos, fuesen los pastores en su Iglesia. Pero para que el episcopado mismo fuese uno solo e indiviso, estableció al frente de los demás apóstoles al bienaventurado Pedro, y puso en él el principio visible y perpetuo fundamento de la unidad de la fe y de comunión. Esta doctrina de la institución perpetuidad, fuerza y razón de ser del sacro primado del romano pontífice y de su magisterio infalible, el santo concilio la propone nuevamente como objeto firme de fe a todos los fieles y, prosiguiendo dentro de la misma línea, se propone, ante la faz de todos, profesar y declarar la doctrina acerca de los obispos, sucesores de los apóstoles, los cuales junto con el sucesor de Pedro, vicario de Cristo y cabeza visible de toda la Iglesia, rigen la casa de Dios vivo.

### Ex cátedra
Tres condiciones deben reunirse para que una definición pontificia sea ex cátedra y se le aplique la infalibilidad pontificia:
- Cuando el papa declara algo acerca de cualquier cuestión de fe o de moral.

- Cuando el papa declara algo «como pastor y maestro supremo de todos los fieles que confirma en la fe a sus hermanos». En cambio, no goza de la infalibilidad absoluta cuando habla en calidad de persona privada, o cuando se dirige a un grupo solo y no a la Iglesia toda.

- Cuando el papa declara algo como un «acto definitivo»; o sea, cuando expresa claramente que esa declaración es definitiva y que no se podrá cambiar en el futuro.

## Diferencia entre infalibilidad e inerrabilidad
La enseñanza de la infalibilidad pontificia no sostiene la inerrabilidad del papa o imposibilidad de que el papa se equivoque cuando da su opinión personal sobre algún asunto particular. Tampoco sostiene que el papa esté libre de la tentación o de cometer pecados.
Según la guía doctrinal de la Iglesia, la enseñanza del papa está libre de errores solo cuando es promulgada como «solemne definición pontificia», pues estaría asegurada por la asistencia del Espíritu Santo prometido.

## Fundamento escritural
La doctrina católica sostiene que Jesús estableció su Iglesia fundamentándola sobre la persona de Simón Pedro (y, por consiguiente, de los papas que lo sucederían posteriormente), cuando le dice «lo que ates en la Tierra quedará atado en los Cielos, y lo que desates en la Tierra quedará desatado en los Cielos» (por lo tanto, le estaría dando potestad suprema), y a quien le encarga la misión de «apacentar a sus ovejas» y «confirmar a sus hermanos» en la fe.  Además Jesús prometió que enviaría el Espíritu Santo para que gobernase la Iglesia y la iluminara con la verdad, y que Él mismo permanecería con ella hasta el fin de los tiempos.
La conjunción de estas promesas son tomadas por la Iglesia católica como fundamento de la doctrina de la infalibilidad, al entender que Jesús prometió una asistencia real y permanente a la Iglesia, por sí y por el Espíritu Santo, y por consiguiente a la persona a la que le estaba encargando "confirmar en la fe" al resto de los cristianos, es decir, a Pedro y los papas que lo sucederían.
De este modo la Iglesia católica entiende que es preciso que Dios preserve a la Iglesia, y al papa que es el sumo pontífice y su Cabeza Visible, de cometer errores en materia de fe o de moral, a fin de que pueda guiar correctamente a los obispos como a los fieles y quede garantizada que la doctrina enseñada por ella es cierta.

### Citas bíblicas en las que se basa la infalibilidad
La teología católica se basa en varios pasajes bíblicos que indicarían la existencia del dogma teológico sobre su infalibilidad, incluyendo:
- Jn 1,42; Mc 3,16 («Y le llevó donde Jesús. Jesús, fijando su mirada en él, le dijo: “Tú eres Simón, el hijo de Juan. Te llamarás Cefas”, que en arameo quiere decir ‘piedra’».).
- Mt 16,18 («Y yo a mi vez te digo que tú eres Pedro, y sobre esta piedra edificaré mi Iglesia, y las puertas del Infierno no prevalecerán contra ella»; cf. Mt 7:24-28, «edificó su casa sobre roca»).
- Jn 16,13 («Cuando venga él, el Espíritu de la verdad, os guiará hasta la verdad completa»).
- Jn 14,26 («Pero el Paráclito, el Espíritu Santo, que el Padre enviará en mi nombre, se los enseñará todo y les recordará todo lo que yo les he dicho»).
- Jn 21,15-17 («Dice Jesús a Simón Pedro: “Simón, hijo de Juan, ¿me amas más que estos?”. Le dice él: “Sí, Señor, tú sabes que te quiero”. Le dice Jesús: “Apacienta mis corderos”». Jesucristo repite esto tres veces).
- Lc 10,16 («Quien a ustedes escucha, a mí me escucha; y quien a ustedes rechaza, a mí me rechaza; y quien me rechaza a mí, rechaza al que me ha enviado»).
- Lc 22,31-32 («¡Simón, Simón! Mira que Satanás ha solicitado el poder cribaros como trigo; pero yo he rogado por ti, para que tu fe no desfallezca. Y tú, cuando hayas vuelto, confirma a tus hermanos»).
- 1 Tim 3,15 («Pero si tardo, para que sepas cómo hay que portarse en la casa de Dios, que es la Iglesia de Dios vivo, columna y fundamento de la verdad»).
- 1 Jn 2,27 («Y en cuanto a vosotros, la unción que de él habéis recibido permanece en vosotros y no necesitáis que nadie os enseñe. Pero como su unción os enseña acerca de todas las cosas ―y es verdadera y no mentirosa― según os enseñó, permaneced en él»).
- Hechos 15,28 («El Espíritu Santo y nosotros hemos decidido no imponeros más cargas que estas indispensables»; en este caso los discípulos de Jesús hablan como si hubieran decidido con el Espíritu Santo).
- Mt 10,2 («Los nombres de los doce apóstoles son éstos: primero Simón, llamado Pedro»; Pedro es primero).
- Mt 28,20 («Y enseñándoles a guardar todo lo que yo os he mandado. Y he aquí que yo estoy con vosotros todos los días hasta el fin del mundo»).

- Ludwig Ott señala que en las Escrituras a Pedro se le ha dado un puesto de mayor importancia que a los demás apóstoles, y siempre se le señala primero que a los demás: Mc 5,37, Mt 17,1, Mt 26,37, Lc 5,3, Mt 17,27, Lc 22,32, Lc 24,34, y 1 Cor 15,5.

## Fundamento histórico
Durante el Concilio Vaticano I, tanto los padres conciliares como los teólogos católicos participantes tenían posiciones diferentes: los contrarios al dogma en cuanto tal, los que no lo consideraban oportuno y los que estaban a favor del dogma.
Los esfuerzos en contra de parte de algunos teólogos católicos o padres conciliares no tuvieron éxito (la Iglesia ortodoxa y las Iglesias protestantes también habían sido invitadas pero no asistieron).
El 13 de julio, se votó la constitución dogmática con resultados:
451 placet, 88 non placet, 62 placet iuxta modum y 50 no se presentaron a la votación.
El 18 de julio se votó nuevamente la constitución dogmática con resultado:
533 votos a favor, 2 en contra y 55 padres conciliares no votaron
(estos últimos, comunicaron su decisión de no participar y se retiraron inmediatamente de Roma).
Conviene recordar que esto no quiere decir que los Papas no hayan cometido pecados y errores personales, sino que se afirma que sus declaraciones ex cathedra no pueden estar erradas y por eso se puede tener total seguridad en cada una de ellas.

## Uso posterior de la infalibilidad papal
Un papa invoca su infalibilidad cada vez que proclama un dogma.
El dogma de la Asunción de la Virgen María fue proclamado por el papa Pío XII el 1 de noviembre de 1950 y es el único dogma proclamado posteriormente al de la infabilidad papal de 1870 (pero hubo consultas con los obispos).
Aunque el tema en sí es controvertido, cuando un papa canoniza a una persona reconociendo su vida de santidad, y autoriza su veneración por parte del pueblo católico, está actuando basado en su infalibilidad, aunque tal decisión haya sido resultado de un proceso ante diversos tribunales -muchas veces en países distintos- y diversos organismos de la Santa Sede, los cuales a veces han durado siglos.

## Reseña histórica
Aunque la asistencia del Espíritu Santo al Papa era tradicionalmente considerada como indubitable para la Iglesia católica, se consideró la necesidad de mostrarlo expresamente y otorgar al papado una supremacía espiritual definitiva. No es hasta la segunda mitad del siglo XIX, bajo la coyuntura de los ataques a los Estados Pontificios, cuando llegó el momento de esta definición: es en 1870 cuando el Concilio Vaticano I convocado por el papa Pío IX define la infalibilidad papal en la constitución dogmática sobre la iglesia Pastor Æternus.
Algunos grupos católicos alzaron su voz con vehemencia tanto dentro como fuera del Concilio para oponerse a la declaración del dogma de la Infalibilidad pontificia, y durante los días en que se debatió la infalibilidad, circularon muchos folletos y sinnúmero de artículos en los diarios y periódicos atacando lo que se consideraba un intento de Pío IX de declararse infalible. Ignaz von Döllinger fue uno de los más conocidos opositores a la infalibilidad papal y como no la aceptó, fue excomulgado el 17 de abril de 1871. El conflicto llegó al punto que 14 de los 22 obispos alemanes que se reunieron en Fulda a principios de septiembre de 1869, llamaron la atención del Santo Padre por medio de un documento especial en donde decían que, debido a la controversia reinante, no consideraban que fuera conveniente definir la infalibilidad papal.
El lunes 18 de julio de 1870, dos meses antes de perder los últimos vestigios de poder temporal con la entrada de las tropas italianas en Roma, se reunieron en la Ciudad del Vaticano 435 padres conciliares bajo la presidencia del papa Pío IX. Se hizo la última votación sobre la infalibilidad papal, en la que 433 padres votaron placet (a favor) y solo dos ―el obispo Aloisio Riccio (de Cajazzo, Italia) y el obispo Edward Fitzgerald, de Little Rock (Arkansas)― votaron non placet.
Si bien von Döllinger no dio ningún paso por reintegrarse a la Iglesia católica, tampoco lo buscaron de la misma forma que a Hans Küng (otro teólogo opositor pero del siglo XX). En torno a von Döllinger se unió un grupo de sacerdotes y laicos que con el tiempo darían origen a la iglesia de los veterocatólicos.
Circuló también en la época un famoso discurso atribuido al obispo Josip Strossmayer, pero no se ha verificado esa autoría, aunque durante el referido Concilio, él fue uno de los más notables opositores y mantuvo esa oposición por varios años aunque sin ser excomulgado. En sectores católicos se imaginan que el autor fue un "protestante encubierto" [cita requerida] pero nunca dieron una fuente de referencia que lo demuestre. El discurso es un documento histórico que brinda una idea de los argumentos contra el dogma de la infalibilidad papal durante aquella época.
La creencia en la Infalibilidad pontificia está estrechamente vinculada a lo largo de la historia con la de la supremacía del papa, es decir, con la creencia de que el papa es el sumo pontífice y Cabeza visible de la Iglesia católica y tiene por tanto poderes espirituales absolutos en todas las materias de fe y sobre todas las personas bautizadas por la Iglesia católica.

### Antecedentes históricos
El Concilio Ecuménico de Florencia (Martín V, 1431-1445) definió como Verdad de la Fe Católica, que debe ser creída por todos los fieles de Cristo, que «la Santa Sede Apostólica y el Romano Pontífice tienen el Primado sobre todo el orbe de la Tierra, y que el mismo Romano Pontífice es sucesor del bienaventurado Pedro, Príncipe de los Apóstoles, y que es verdadero Vicario de Cristo, cabeza de toda la Iglesia, y Padre y maestro de todos los cristianos; y que a él, en el bienaventurado Pedro, le ha sido dada, por nuestro Señor Jesucristo, plena potestad para apacentar, regir y gobernar la Iglesia Universal...»
La fe en la sucesión apostólica y en el ministerio petrino del papa es tomada por la Iglesia católica como fundamento de la infalibilidad, que se supone Cristo revistió a Pedro, a fin de que pueda confirmar a sus hermanos en la Fe.
Los Concilios de Constantinopla IV (siglo IX), de Lyon II (siglo XIII) y el mencionado de Florencia (siglo XV) enseñaron o sostuvieron la doctrina de la primacía del papa como sucesor de Pedro y también en su función de mostrar la verdad cristiana, con lo que demostraban su creencia en la infalibilidad papal.
En la literatura teológica, apareció por primera vez el término infalibilidad a mediados del siglo XIV, en un tratado escrito por Guido Terrena, narrando la controversia entre los frailes menores y el papa Juan XXII, aplicando este término al romano pontífice. La inerrancia o imposibilidad de equivocarse de la Iglesia, al definir cuestiones de fe y de moral, también fue sostenida durante el siglo II en los escritos de los Santos Padres como San Ireneo o Tertuliano. El cardenal y doctor de la Iglesia Roberto Belarmino, en De romano pontifice, dejaba claro en el siglo XVII que «el papa es juez supremo a la hora de decidir sobre disputas de fe y moral», para concluir: «Si el papa se equivocase e instituyera pecados y prohibiera las virtudes, aun así la Iglesia tendría que considerar los pecados como un bien y las virtudes como vicios, o en caso contrario estaría pecando contra la conciencia». No obstante, y aunque definiciones definitivas sobre las más variadas cuestiones fueron llevadas a cabo en los siglos precedentes (con un reconocimiento implícito de la "no reformabilidad" de las mismas y, por consiguiente, de la imposibilidad de que el papa se hubiera equivocado en alguna de ellas), este dogma fue proclamado en 1870.

## Críticas a la infalibilidad
Cualquier dogma de la religión católica, como cualquier concepción ideológica o filosófica, ha sido debatida ampliamente en el seno de la Iglesia católica, siendo defendida por unos y criticada por otros.
En el caso del dogma de la infalibilidad papal, se manifestaron extensamente en la propia trastienda del Concilio Vaticano I, antes de que Pío IX lograra la definición de este dogma en 1870. Se debe aclarar que parte de los opositores consideraban que su promulgación no convenía a la Iglesia católica en esos momentos y aunque creían en la infalibilidad papal, hicieron lo posible para evitarla, porque en palabras de Richard Rorty, hacían al catolicismo parecer ridículo.  Otra parte de los opositores, como es el caso de Lord Acton, historiador, político inglés y católico (dos de sus obras fueron incluidas en el Índice de libros prohibidos por la Iglesia católica en 1871), lo hacía porque concordaba con von Döllinger en que la posición de la infalibilidad papal era tan peligrosa como el absolutismo.
Los cristianos no católicos toman este dogma como ejemplo de la arrogancia de la Iglesia católica y una falta de sentido común, por lo cual no lo aceptan. El propio Pablo VI reconoció que esa discrepancia «es sin duda el más grave obstáculo en la ruta ecuménica». También algunos católicos, como el teólogo Hans Küng o el historiador Garry Wills, han cuestionado a la Santa Sede por haber definido y seguido manteniendo como dogma algo que fuera de la Iglesia católica es visto generalmente como absurdo.
El teólogo suizo y sacerdote católico Hans Küng ―considerado como un teólogo influyente entre los que participaron en el Concilio Vaticano II, prolífico autor y Presidente de la Fundación para la Ética Mundial―, publicó en 1970 un libro titulado ¿Infalible? Una pregunta en el que fundamenta su oposición a la infalibilidad papal, aduciendo que no se puede colegir de las Escrituras la infalibilidad papal, puesto que los apóstoles aparecen como seres frágiles que llevan su tesoro en vasos de barro (2 Cor 4.7), que nada pueden aportar por sí mismos (Jn. 15,5) y que San Pedro es el ejemplo clásico de cómo el error no imposibilita el apostolado. También discrepa de que se creyera en este dogma en el tiempo de la Iglesia primitiva y que los actuales obispos sean los herederos de los primeros apóstoles. Sostiene que la idea de la infalibilidad vendría dada por una tradición en el seno de la Iglesia católica, que tiene sus motivaciones en el deseo de Roma de dirigir la política y teología cristianas. Küng entiende que la infalibilidad papal se consagró como dogma en el Concilio Vaticano I (1869-1870), respondiendo a varios factores, entre ellos los deseos de paz y estabilidad de algunos de los partícipes en aquel concilio tras la Revolución Francesa, Napoleón, la industrialización, el liberalismo y el socialismo. En esta coyuntura, el papa podría ser la base para el mantenimiento o la restauración del statu quo político y religioso; el deseo de mantener los Estados Pontificios frente al intento de unificación italiana; dar una respuesta ideológica al galicanismo o el propio interés personal de Pío IX, con lo cual llega a la conclusión de que es a partir de este momento histórico cuando se inicia la devoción personal hacia los papas.
Hans Küng también ha señalado en forma crítica la «falta de libertad» dentro de la Iglesia católica. La respuesta de la Santa Sede llegó casi 10 años después, en 1979, y le fue retirada la licencia para enseñar teología católica. Sin embargo, no fue excomulgado. Como su obispo ni la Santa Sede le revocaron sus facultades sacerdotales, siguió siendo "un sacerdote católico en activo" hasta su muerte en 2021.